# Zygogynum pauciflorum
Zygogynum pauciflorum är en tvåhjärtbladig växtart som först beskrevs av E.G. Baker, och fick sitt nu gällande namn av W. Vink. Zygogynum pauciflorum ingår i släktet Zygogynum och familjen Winteraceae. Inga underarter finns listade.